# Troisvierges
Troisvierges (en luxembourgeois : Ëlwen , en allemand : Ulflingen) est une localité luxembourgeoise et le chef-lieu de la commune portant le même nom située dans le canton de Clervaux.
La commune compte 3 465 habitants au 1er janvier 2022.

## Histoire
Jusqu’au 1er janvier 1909, la commune de Troisvierges portait le nom de Basbellain qui était également son chef-lieu.
Le 20 juillet 1925, la section de Biwisch fut transférée de la commune d’Asselborn à la commune de Troisvierges.

## Géographie
La commune est située dans l’extrême Nord de la pointe du Luxembourg. Elle est d’ailleurs celle située le plus au nord du pays.
Les deux plus hautes collines du Luxembourg, Kneiff (560 m) et Buurgplaatz (559 m), sont situées sur son territoire.

### Sections de la commune
- Basbellain
- Biwisch
- Drinklange
- Goedange
- Hautbellain
- Huldange
- Troisvierges (siège)
- Wilwerdange

### Communes limitrophes
La commune est délimitée à l’ouest et au nord par la frontière belge qui la sépare des provinces de Luxembourg à l’ouest et de Liège (territoire de la Communauté germanophone) au nord-est.
| Gouvy (B) |              | Burg-Reuland (B) |
|           | Troisvierges |                  |
| Wincrange |              | Weiswampach      |

## Politique et administration

### Liste des bourgmestres
| Identité                 | Période          | Période  | Durée                      | Étiquette |
| Identité                 | Début            | Fin      | Durée                      | Étiquette |
| ------------------------ | ---------------- | -------- | -------------------------- | --------- |
| Edy Mertens (né en 1954) | 21 novembre 2011 | En cours | 13 ans, 3 mois et 21 jours | DP        |

### Jumelages
La commune fait partie de la Charte des Communes Rurales d'Europe qui comprend une entité par État membre de l’Union européenne, soit 27 autres communes, :
- Hepstedt (Allemagne)
- Lassee (Autriche)
- Bièvre (Belgique)
- Slivo pole (Bulgarie)
- Léfkara (Chypre)
- Tisno (Croatie)
- Næstved (Danemark)
- Bienvenida (Espagne)
- Põlva (Estonie)
- Kannus (Finlande)
- Cissé (France)
- Kolindros (Grèce)
- Nagycenk (Hongrie)
- Cashel (Irlande)
- Bucine (Italie)
- Kandava (Lettonie)
- Žagarė (Lituanie)
- Nadur (Malte)
- Esch (Pays-Bas)
- Strzyżów (Pologne)
- Samuel (Portugal)
- Starý Poddvorov (Tchéquie)
- Ibănești (Roumanie)
- Desborough (Royaume-Uni)
- Medzev (Slovaquie)
- Moravče (Slovénie)
- Ockelbo (Suède)

## Population et société

### Démographie
L'évolution du nombre d'habitants est connue à travers les recensements de la population effectués dans le pays depuis 1821. Les recensements décennaux de la population permettent de caler les chiffres sur la composition de la population par sexe, âge, nationalité et commune de résidence. Entre deux recensements, la population au 1er janvier de l’année {\displaystyle x} est évaluée en ajoutant à la population au 1er janvier de l’année {\displaystyle x-1} les soldes naturel (naissances {\displaystyle -} décès) et migratoire (arrivées {\displaystyle -} départs) de l'année. La même méthode est appliquée pour la répartition par âge au 1er janvier et les effectifs totaux par nationalité. Depuis le 1er septembre 2023, le Luxembourg dénombre 100 communes.
Au 1er janvier 2024, la commune comptait 3 580 habitants.
| 1821  | 1851  | 1871  | 1880  | 1890  | 1900  | 1910  | 1922  | 1930  |
| ----- | ----- | ----- | ----- | ----- | ----- | ----- | ----- | ----- |
| 1 362 | 1 454 | 1 850 | 2 076 | 2 140 | 2 597 | 2 779 | 2 612 | 2 772 |

| 1935  | 1947  | 1960  | 1970  | 1978  | 1979  | 1981  | 1983  | 1984  |
| ----- | ----- | ----- | ----- | ----- | ----- | ----- | ----- | ----- |
| 2 732 | 2 518 | 2 006 | 1 848 | 1 843 | 1 835 | 1 858 | 1 830 | 1 820 |

| 1985  | 1986  | 1987  | 1988  | 1989  | 1990  | 1991  | 1992  | 1993  |
| ----- | ----- | ----- | ----- | ----- | ----- | ----- | ----- | ----- |
| 1 820 | 1 830 | 1 870 | 1 881 | 1 884 | 1 916 | 1 993 | 2 044 | 2 142 |

| 1994  | 1995  | 1996  | 1997  | 1998  | 1999  | 2000  | 2001  | 2002  |
| ----- | ----- | ----- | ----- | ----- | ----- | ----- | ----- | ----- |
| 2 173 | 2 220 | 2 262 | 2 234 | 2 249 | 2 283 | 2 339 | 2 523 | 2 520 |

| 2003  | 2004  | 2005  | 2006  | 2007  | 2008  | 2009  | 2010  | 2011  |
| ----- | ----- | ----- | ----- | ----- | ----- | ----- | ----- | ----- |
| 2 553 | 2 594 | 2 608 | 2 693 | 2 753 | 2 822 | 2 842 | 2 918 | 2 919 |

| 2012  | 2013  | 2014  | 2015  | 2016  | 2017  | 2018  | 2019  | 2020  |
| ----- | ----- | ----- | ----- | ----- | ----- | ----- | ----- | ----- |
| 2 962 | 3 017 | 3 010 | 3 039 | 3 112 | 3 141 | 3 179 | 3 201 | 3 296 |

| 2021  | 2022  | 2023  | 2024  | - | - | - | - | - |
| ----- | ----- | ----- | ----- | - | - | - | - | - |
| 3 367 | 3 465 | 3 513 | 3 580 | - | - | - | - | - |

Pour des raisons techniques, il est temporairement impossible d'afficher le graphique qui aurait dû être présenté ici.